# Kreditnehmereinheit
Kreditnehmereinheit (KN-Einheit) ist im Kreditwesen die gesetzlich vorgeschriebene Zusammenfassung von eigentlich rechtlich und/oder wirtschaftlich voneinander unabhängigen Kreditnehmern bei einem Kreditinstitut zu einem einzigen, hypothetischen Kreditnehmer für Zwecke des Millionenkreditwesens nach § 14 KWG.

## Ziele
Ziel der Bildung von Kreditnehmereinheiten ist die Abbildung von potenziellen Risikokonzentrationen (Klumpenrisiko) bei Krediten an Kreditnehmer, die durch rechtliche und/oder wirtschaftliche Geschäfts- oder Rechtsbeziehungen miteinander verbunden sind. Die Millionenkreditbestimmungen verlangen deshalb eine bankinterne Zusammenfassung dieser Kreditnehmer zu einem hypothetischen einheitlichen Kreditnehmer, damit das gesamte kumulierte Kreditrisiko den Meldepflichten nach § 14 KWG unterworfen wird. Hiermit soll verhindert werden, dass voneinander formal unabhängige Kreditnehmer als Einzelrisiko beurteilt werden, das jedoch faktisch ein höheres Gesamtrisiko ist. Es ist deshalb bei der Kreditwürdigkeitsprüfung auf solche Gemeinsamkeiten zu achten, damit Adverse Selection vermieden wird, allerdings ist für die Zwecke der Kreditwürdigkeitsprüfung nach § 18 KWG i. V. m. § 19 Abs. 3 KWG die Gruppe verbundener Kunden einschlägig.

## Rechtsgrundlagen
Die Zusammenfassung mehrerer Kreditnehmer zu einem einheitlichen Kreditnehmer wird auf zwei Ebenen vorgeschrieben. Seit dem CRD-IV-Umsetzungsgesetz – Inkraftsetzung der Kapitaladäquanzverordnung und der Eigenkapitalrichtlinie – unterscheidet der Gesetzgeber in § 19 Abs. 2 KWG zwischen Kreditnehmereinheiten, die für Zwecke des § 14 KWG zu bilden sind, und der Gruppe verbundener Kunden, die – neben den Anforderungen durch Art. 392 ff. Kapitaladäquanzverordnung – nur für Zwecke der §§ 13 KWG, § 15 KWG und § 18 KWG zu bilden sind. Daher sind seit der CRD-IV-Umsetzung alle bisher verlautbarten Schreiben der BaFin entsprechend dem Schreiben der BaFin 5/2014 weitgehend überholt; für die Gruppe verbundener Kunden bildet inzwischen die Delegierte Verordnung (EU) 2024/1728, welche am 18. Juni 2024 im Amtsblatt veröffentlicht wurde, die Rechtsgrundlage.

## Arten von Kreditnehmereinheiten
Die einzelnen Kreditvorschriften des KWG können von Kreditinstituten nur dann beachtet werden, wenn der Umfang des Begriffs „Kreditnehmer“ geklärt ist. Dieser Begriff wird in § 14 GroMiKV definiert, während das KWG auf die „Kreditnehmereinheit“ eingeht. Zentrale Regelungsnorm hierfür ist § 19 Abs. 2 KWG. Hauptanliegen dieser Bestimmung ist, dass Kredite an eigentlich rechtlich und/oder wirtschaftlich selbständige natürliche oder juristische Personen von einem Kreditinstitut als ein einheitlicher Kreditnehmer bankintern zusammengefasst werden müssen, wenn bestimmte Voraussetzungen erfüllt werden. Dabei unterscheidet die Bestimmung des § 19 Abs. 2 KWG drei Arten:
- Zwei oder mehr natürliche oder juristische Personen oder Personenhandelsgesellschaften, wenn eine von ihnen unmittelbar oder mittelbar beherrschenden Einfluss auf die andere oder die anderen ausüben kann. Unmittelbar oder mittelbar beherrschender Einfluss liegt insbesondere vor
  - bei allen Unternehmen, die im Sinne des § 290 Abs. 2 HGB konsolidiert werden, oder
  - bei allen Unternehmen, die durch Unternehmensverträge verbunden sind, die vorsehen, dass das eine Unternehmen verpflichtet ist, seinen ganzen Gewinn an ein anderes abzuführen, oder
  - beim Halten von Stimmrechts- oder Kapitalanteilen an einem Unternehmen in Höhe von 50 % oder mehr durch ein anderes Unternehmen oder eine Person, unabhängig davon, ob diese Anteile im Rahmen eines Treuhandverhältnisses verwaltet werden.
- Personenhandelsgesellschaften oder Kapitalgesellschaften und deren persönlich haftende Gesellschafter sowie Partnerschaften und deren Partner.
- Alle Unternehmen, die demselben Konzern im Sinne des § 18 Aktiengesetz angehören.

Der aktienrechtliche Konzern ist der Hauptadressat der Kreditnehmereinheit. Ferner ist auch dann eine Kreditnehmereinheit zu bilden, wenn lediglich eine 50%ige Kapitalbeteiligung – wie etwa bei Joint Ventures oder Zweckgesellschaften – besteht. Eine Zusammenfassung zum einheitlichen Kreditnehmer wird darüber hinaus auch bei natürlichen Personen vorgenommen, wenn sie Kredite aufnehmen und als persönlich haftende Gesellschafter eines Unternehmens fungieren, das ebenfalls Kreditnehmer bei derselben Bank ist. Damit wird erreicht, dass Unternehmen jeweils mit ihren persönlich haftenden Gesellschaftern als eine Kreditnehmereinheit gesehen werden, weil Zahlungsschwierigkeiten des Unternehmens durch die Haftungsfunktion seines Gesellschafters auch auf diesen übergreifen könnten; das Gesetz lässt hierbei keine Ausnahme zu. Alle drei Arten sind kumulativ anzuwenden.
Mit der Zusammenfassung der einzelnen Kreditnehmer zu einer Kreditnehmereinheit soll vor allem über das Millionenkreditmeldewesen Transparenz hinsichtlich der Verschuldung der Gruppe und gruppennaher Unternehmen geschaffen werden. Der Gefahr, dass aus der möglichen Zahlungsschwierigkeit eines Kreditnehmers wegen seiner rechtlichen und/oder wirtschaftlichen Beziehung zu anderen Kreditnehmern auch andere Kreditnehmer kausal in Zahlungsschwierigkeiten geraten könnten und sich damit das Kreditinstitut gleich mehreren Kreditrisiken gegenübersieht, müssen die Institute durch die Bildung der Gruppe verbundener Kunden begegnen.

## Bedeutung
Die Kreditnehmereinheit nach § 19 Abs. 2 KWG hat insgesamt aus bankenaufsichtsrechtlicher Betrachtung erheblich an Bedeutung verloren, da sie lediglich noch für das Meldewesen nach § 14 KWG einschlägig ist und primär auf Grundlage von formellen Gründen eine Zusammenfassung fordert. Für die Bereiche des Großkreditwesens, der Organkredite, der Offenlegungspflichten nach § 18 KWG sowie für die bankinterne Risikosteuerung ist ausschließlich die Gruppe verbundener Kunden maßgebend. Zwischen der Gruppe verbundener Kunden und der Kreditnehmereinheit bestehen zahlreiche Überschneidungen. In Fällen der aktienrechtlichen Beherrschung ist die Kreditnehmereinheit nach § 19 Abs. 2 KWG meist identisch mit der Gruppe verbundener Kunden. Im Falle von 50-%-Beteiligungen ist die Kreditnehmereinheit i. d. R. größer als die Gruppe verbundener Kunden; bei rein wirtschaftlichen Abhängigkeiten, wie sie aus Bürgschaften und erheblichen Liefer- und Darlehensbeziehungen entstehen können, bildet die Gruppe verbundener Kunden das Risiko umfassender ab. Ein weiterer wesentlicher Unterschied liegt darin, wie die Gruppen geschnitten werden; bei der Kreditnehmereinheit sind die jeweiligen Tatbestände nach § 19 Abs. 2 KWG kumulativ anzuwenden, bei der Gruppe verbundener Kunden gilt der Dominoeffekt, wobei im Falle der Kontrolle nach den EBA-Leitlinien von einer Risikoabhängigkeit des beherrschten Unternehmens von der herrschenden Person ausgegangen wird.